# Liga Alef
Esta liga es la 3ª máxima categoría del fútbol israelí. 
La han disputado la mayoría de antiguos grandes a nivel nacional en Israel

## Ediciones anteriores

### Grupo Norte
| Temporada    | Campeón             | Descendido (s)                                                           |
| Tercer Nivel | Tercer Nivel        | Tercer Nivel                                                             |
| ------------ | ------------------- | ------------------------------------------------------------------------ |
| 1998–99      | Hapoel Ra'anana     | Hapoel Umm al-Fahm, Hapoel Kafr Qasim                                    |
| Cuarto Nivel |                     |                                                                          |
| 1999–2000    | Hapoel Majd al-Krum | Maccabi Afula                                                            |
| 2000–01      | Ironi Kiryat Shmona | Maccabi Isfiya, Hapoel Iksal                                             |
| 2001–02      | Hapoel Kisra-Sumei  | Tzeirei Nahf, Hapoel Hurfeish                                            |
| 2002–03      | Hapoel Herzliya     | Hapoel Hadera, Hapoel Tayibe                                             |
| 2003–04      | Maccabi Hadera 1    | Hapoel Migdal HaEmek                                                     |
| 2004–05      | Maccabi Tzur Shalom | Hapoel Tuba, Maccabi Tura'an                                             |
| 2005–06      | Hapoel Bnei Tamra   | Maccabi Tamra, Hapoel Beit She'an, Maccabi Shefa-'Amr                    |
| 2006–07      | Hapoel Bnei Jadeidi | Hapoel Kisra-Sumei, Hapoel Reineh, Maccabi Sektzia Ma'a lot              |
| 2007–08      | Hapoel Umm al-Fahm  | Beitar Haifa, Hapoel Ahva Haifa, Hapoel Makr                             |
| 2008–09      | Ahva Arraba         | Maccabi Ironi Shlomi/Nahariya, Beitar Ihud Mashhad                       |
| Tercer Nivel |                     |                                                                          |
| 2009–10      | Maccabi Ironi Jatt  | Hapoel Bnei Jadeidi, Hapoel Bnei Tamra, Maccabi Ironi Tirat HaCarmel     |
| 2010–11      | Maccabi Umm al-Fahm | Ironi Sayid Umm al-Fahm, Maccabi Kafr Qara, Hapoel Ramot Menashe Megiddo |
| 2011–12      | Hapoel Asi Gilboa 2 | Maccabi Ironi Tamra, Ahi Acre FC                                         |
| 2012–13      | Hapoel Afula        | Hapoel Kafr Kanna, Maccabi Sektzia Ma'a lot                              |
| 2013–14      | Hapoel Kfar Saba    | Hapoel Daliyat al-Karmel, Maccabi Kafr Kanna, Ahva Arraba                |
| 2014–15      | Hapoel Katamon      | Hapoel Asi Gilboa F.C., Beitar Nahariya F.C, Maccabi Umm al-Fahm F.C     |
| 2015–16      | Ironi Nesher FC     | Maccabi Sektzia Ma'alot-Tarshiha, Ihud Bnei Majd al-Krum                 |

1 El Maccabi Hadera desapareció en el año 2004. Maccabi Tirat HaCarmel (quien acabó 2º) ascendió en su lugar.
2 El Hapoel Asi Gilboa no ascendió luego de perder el play-off con el campeón del grupo Sur, el Maccabi Yavne por la regla del gol de visitante (2-2 en el global).

### Grupo Sur
| Temporada    | Campeón                 | Descendido (s)                                                                              |
| Tercer Nivel | Tercer Nivel            | Tercer Nivel                                                                                |
| ------------ | ----------------------- | ------------------------------------------------------------------------------------------- |
| 1998–99      | Hapoel Ironi Dimona     | Hapoel Yeruham, Beitar Ramla                                                                |
| Cuarto Nivel |                         |                                                                                             |
| 1999–2000    | Maccabi Ashkelon        | Hapoel Or Yehuda                                                                            |
| 2000–01      | Maccabi Yavne           | Tzeirei Jaffa, Sektzia Nes Tziona                                                           |
| 2001–02      | Maccabi Ramat Amidar    | Hapoel Kiryat Ono, Hapoel Lod, Beitar Ma'ale Adumim                                         |
| 2002–03      | Hapoel Tira             | No hubo 1                                                                                   |
| 2003–04      | Maccabi Be'er Sheva     | Hapoel Bat Yam, Hapoel Mevaseret Zion                                                       |
| 2004–05      | Hapoel Bnei Lod         | Hapoel Qalansawe, Hapoel Jaljulia                                                           |
| 2005–06      | Sektzia Nes Tziona      | Maccabi Sha'arayim, Maccabi Kafr Qasim, Beitar Givat Ze'ev                                  |
| 2006–07      | Hapoel Maxim Lod 2      | AS Jaffa, Hapoel Arad                                                                       |
| 2007–08      | Maccabi Ironi Bat Yam   | Tzafririm Holon, Maccabi Ironi Amishav Petah Tikva, Ironi Ofakim                            |
| 2008–09      | Maccabi Be'er Sheva     | Ironi Ramla, Hapoel Masos Shaqib al-Salam                                                   |
| Tercer Nivel |                         |                                                                                             |
| 2009–10      | Hapoel Herzliya         | Beitar Kfar Saba, Hapoel Mevaseret Zion                                                     |
| 2010–11      | Hapoel Jerusalem        | Hapoel Nahlat Yehuda, Tzafririm Holon, Shimshon Bnei Tayibe                                 |
| 2011–12      | Maccabi Yavne           | Maccabi Ironi Netivot, Maccabi HaShikma Ramat Hen, Maccabi Ironi Jatt Alahli                |
| 2012–13      | Hapoel Katamon          | Hapoel Arad, Maccabi Ironi Kfar Yona, Ortodoxim Lod                                         |
| 2013–14      | Maccabi Kiryat Gat      | Maccabi Be'er Sheva, Maccabi Be'er Ya'akov, Bnei Eilat                                      |
| 2014–15      | Hapoel Ashkelon         | Maccabi Be'er Sheva F.C., Maccabi Kiryat Malakhi                                            |
| 2015–16      | Maccabi Sha'arayim F.C. | Maccabi Ironi Amishav Petah Tikva F.C., Bnei Eilat F.C., Hapoel Morasha Ramat HaSharon F.C. |

1 No hubo descenso porque los equipos Beitar Be'er Sheva (quien descendió de la Liga Leumit) y el Hapoel Ironi Dimona desaparecieron.
2 Como el Hapoel Maxim Lod quedó de 1º desapareció, el segundo lugar Hapoel Kfar Shalem fue quien ascendió.